# Hanger Lane (metrostation)
Hanger Lane is een station van de metro van Londen aan de Central Line. Het station dat in 1947 is geopend ligt in de plaats Park Royal.

## Geschiedenis
In 1903 openden de Great Central Railway en de Great Western Railway (GWR) samen de "New North Main Line" (NNML), de latere Acton-Northolt-lijn. Op 1 mei 1904 opende de GWR de Twyford Abbey Halt aan de NNML net ten oosten van Hanger Lane. Deze halte werd gesloten op 1 mei 1911 en vervangen door Brentham ongeveer ter hoogte van de metrobrug over de Brent ten westen van Hanger Lane. Dat station was tussen 1915 en 1920 gesloten als bezuinigingsmaatregel in het kader van de Eerste Wereldoorlog. Brentham werd, net als de meeste spoorwegstations tussen North Acton en West Ruislip, uiteindelijk in 1947 gesloten toen de westtak van de Central Line werd geopend. De aanleg van de westtak, bestaande uit geëlektrificeerde sporen parallel langs de zuidrand van de NNML en extra stations onderweg, was begonnen als onderdeel van het New Works-programme uit 1935 dat als gevolg van de Tweede Wereldoorlog vertraging opliep. Het metrostation opende op 30 juni 1947 en werd genoemd naar de Hanger Lane, de weg die vanaf het station naar het zuiden loopt.

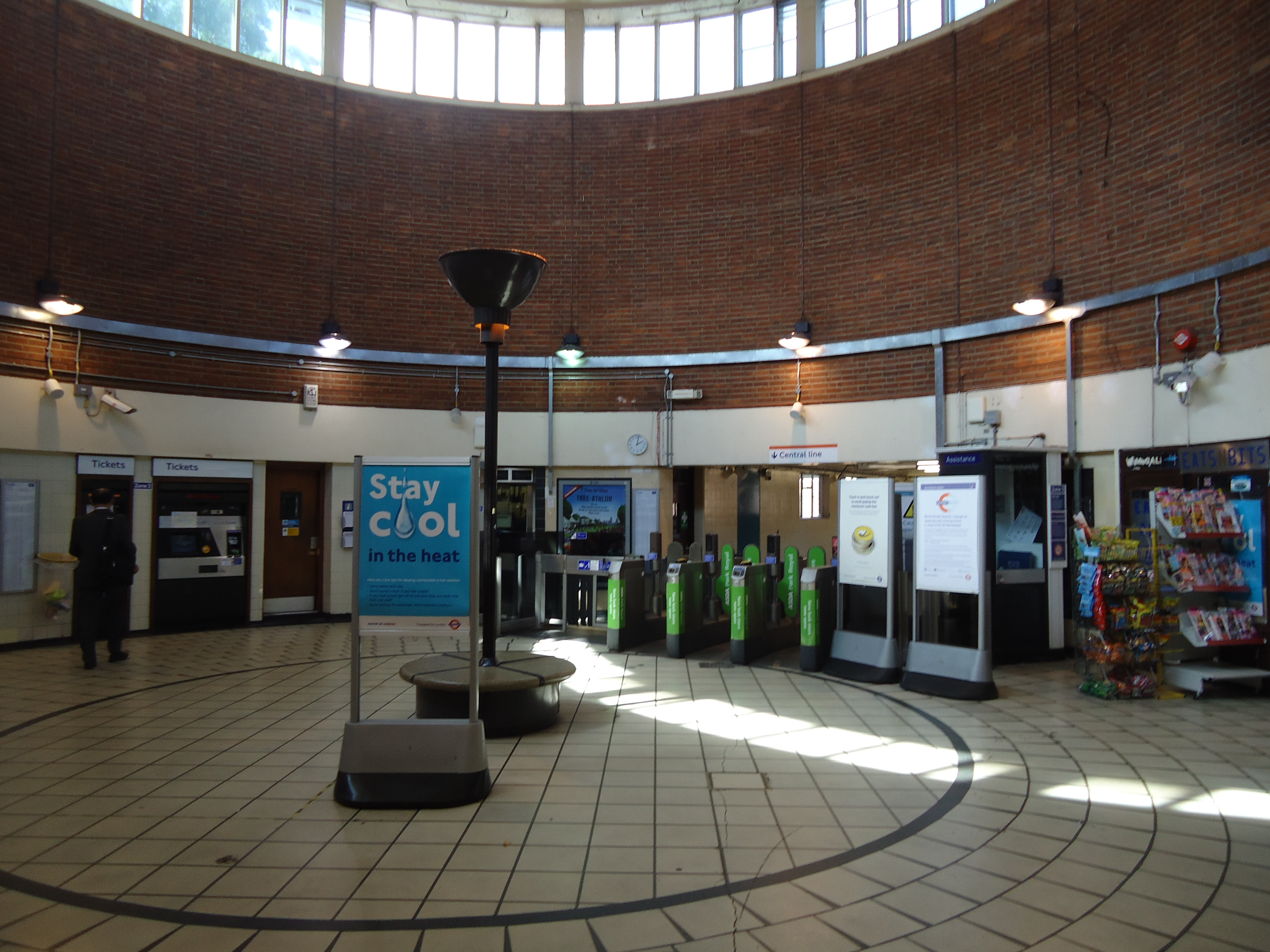
De stationshal
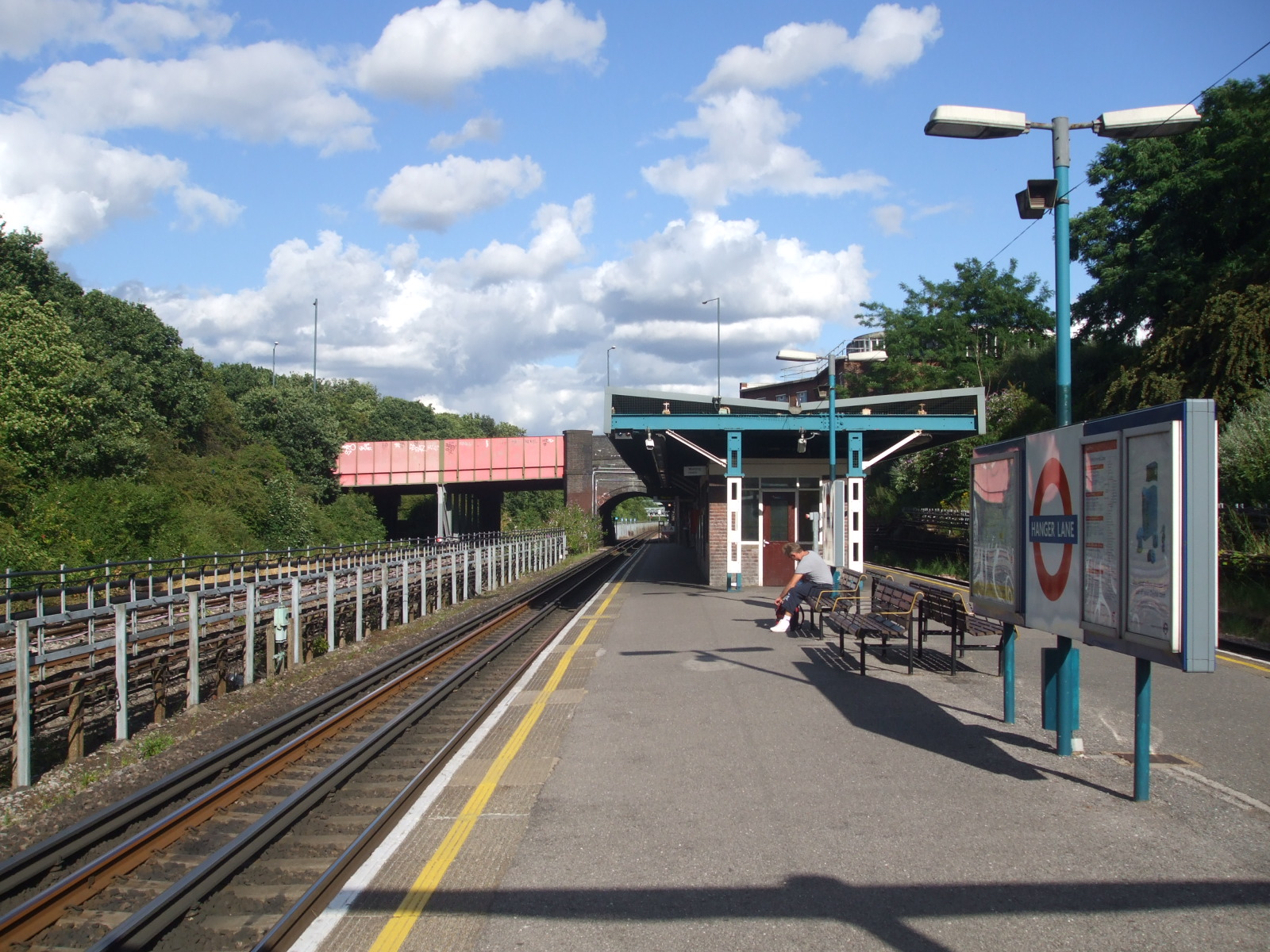
Een blik naar het oosten
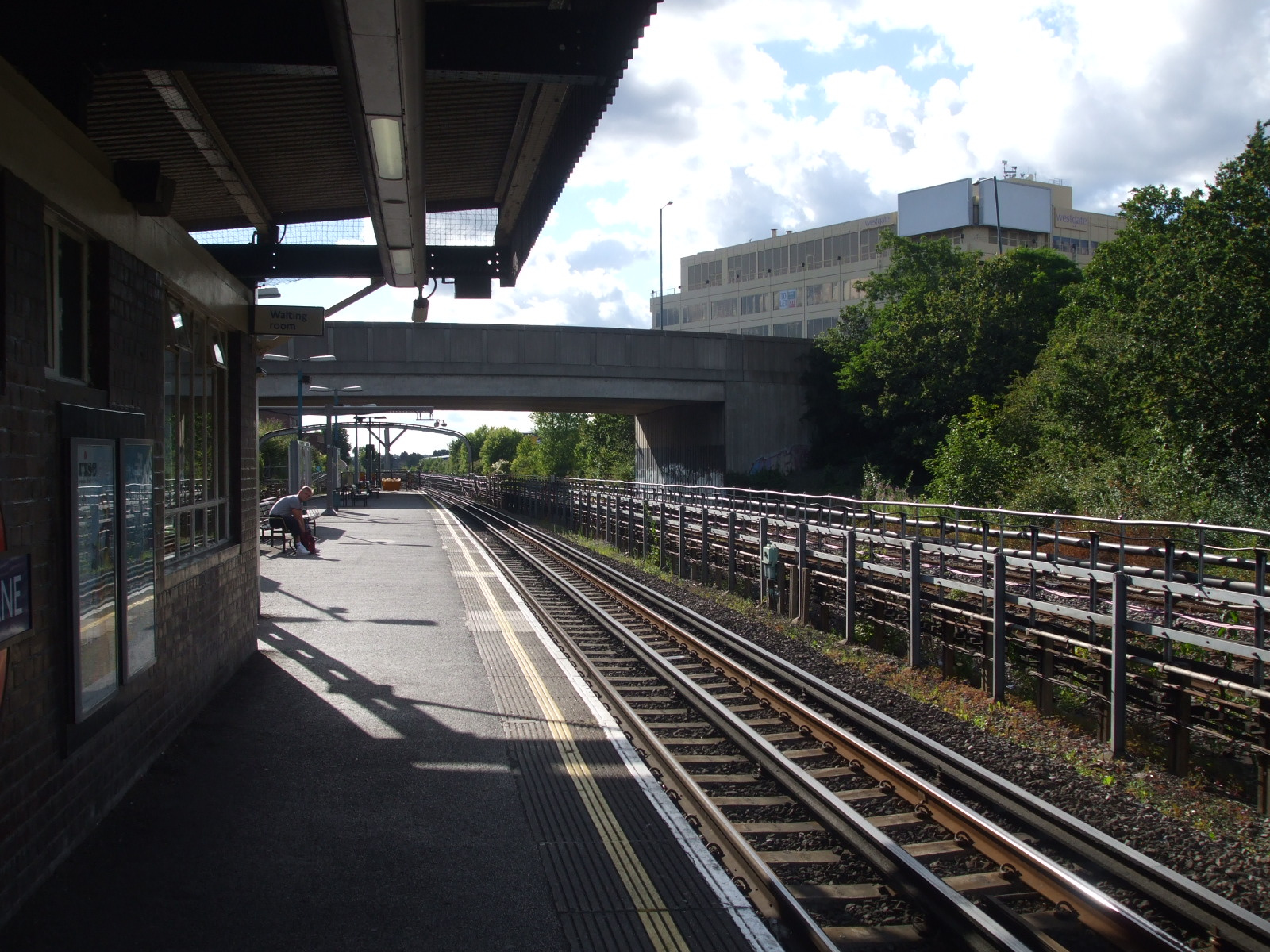
Een blik naar het westen

## Ligging en inrichting
Het stationsgebouw en de perrons liggen in het middengebied van de Hanger Lane Gyratory System, een grote rotonde in West-Londen waar de Western Avenue (A40) de North Circular Road (A406) kruist. Reizigers moeten gebruikmaken van voetgangerstunnels onder de rotonde om het stationsgebouw te bereiken van buitenaf. Het stationsgebouw zelf staat in de zuidoosthoek van het middengebied, het perron ligt in een uitgraving onder straatniveau. Het ronde stationsgebouw is van baksteen met een bovenbouw met veel glas boven de stationshal en een luifel aan de straatkant. In 2012 werd de buitenkant van het stationsgebouw opnieuw geverfd, opgeknapt en voorzien van nieuwe London Underground-rondellen. In 2018 werd aangekondigd dat het station in 2022 rolstoeltoegankelijk zou zijn, als onderdeel van een investering van £ 200 miljoen om het aantal rolstoeltoegankelijke stations van de metro te vergroten.